# Shira Brie
Lumiya, originalmente nacida como Shira Elan Colla Brie y conocida también como Shira Brie, es un personaje ficticio del universo Star Wars. Es considerada por escritores, dibujantes y fanes del Universo Expandido de la serie como una auténtica heredera de los Sith y como aprendiz Sith de Vader primero y como Lady Oscura del Sith luego. Tras las muertes de Palpatine y Vader en la Batalla de Endor, Lumiya se autoproclamó Dama Oscura de los Sith. 

## Lady Lumiya
Shira Elan Colla Brie era el nombre de la coruscantí que el mismo Lord Vader escogió por su afinidad con la Fuerza para un entrenamiento especial como agente de Inteligencia Imperial. Fue entrenada en todas las formas conocidas de combate marcial y su cuerpo fue biológicamente mejorado. Tras la Batalla de Hoth, Shira Brie se infiltró en el Escuadrón Pícaro con la misión de acabar con Luke Skywalker, pero el joven Jedi derribó su nave y se la dio por muerta. 
Vader encontró a Shira Brie flotando a la deriva dentro de su nave: su fisiología alterada y su capacidad de entrar en trance gracias a la Fuerza le salvaron la vida, pero para asegurar su supervivencia, los médicos imperiales en Coruscant tuvieron que ponerle implantes cibernéticos, lo que hizo que Vader sintiera cierta afinidad con ella. Shira Bire dejó de existir para dar paso a la Lady Oscura Lumiya, la nueva aprendiz de Vader. Para evitar que Palpatine la viera como una amenaza, Vader se la ofreció como agente especial: Lumiya sería una de las Manos del Emperador. 
Durante la Batalla de Endor, Lumiya estaba en el antiguo mundo capital Sith, Ziost. Allí construyó su mortífera arma, el látigo de luz, gracias al conocimiento de un antiguo tomo Sith, fragmentos del cristal Kayburr que le entregó Vader y un pedazo de hierro mandaloriano. 
Al conocer la derrota del Emperador y Vader, tomó como aprendiz a un usuario de la Fuerza llamado Flint y trató de vencer a la Nueva República con la ayuda de los invasores alienígenas conocidos como nagai. Unió sus fuerzas a las de los nagai en el planeta Kinooine, donde se enfrentó a Luke Skywalker en un espectacular duelo. Lumiya ganó el primer enfrentamiento, pero en su segunda confrontación Luke la superó, destrozando su armadura para descubrir que Lumiya era Shira Brie. 
Trató también de usar a los enemigos de los nagai, los tofs, en un esfuerzo similar, pero volvió a ser derrotada. Habiendo perdido a su aprendiz y la mayoría de sus fuerzas, Lumiya pidió ayuda a Coruscant. La Directora de Inteligencia Imperial, Ysanne Isard, le proporcionó naves y un contingente de Guardias Reales, y le encomendó la defensa del territorio del Corredor Cron y la misión de capturar a una fugitiva imperial, Mara Jade. Hizo huir a la flota republicana de su territorio, pero no llegó a capturar a Jade. Durante este tiempo, entrenó a Carnor Jax, uno de los Guardias Reales, en los caminos del Sith.

## El resurgir de los Sith
Algún momento antes de la Guerra Yuuzhan Vong Lumiya de algún modo había establecido contacto con Vergere, una antigua Caballero de Jedi y el aprendiz Sith quien había sido capturada por los yuuzhan vong antes de las Guerras Clon. Después de que este contacto fue establecido, Vergere enseñó sus enseñanzas Sith (bajo la influencia de Darth Vectivus, Darth Sidious, y el Potentium) a Lumiya. De estas lecciones, Lumiya aceptó que ella era incapaz de realizar diversas actividades de los Sith debido a sus adiciones cibernéticas, pero también sintió que aunque poderoso en el lado oscuro, Vader no había sido tampoco un Sith verdadero. 
Las habilidades de Lumiya le permitieron manipular a la Alianza Galáctica y varios miembros del personal de seguridad en la Estación Toryaz cerca de Kuat así como iniciar una guerra entre la Alianza Galáctica y Corellia en el año 40 después de la Batalla de Yavin, y se presentó ante el Jedi Jacen Solo, convenciéndole de volverse al lado oscuro de la fuerza, nombrándolo futuro Lord de los Sith, aprovechando que Jacen había iniciado su entrenamiento Sith.

## Muerte
Ella fue asesinada por Luke Skywalker (quien tras salvarla de caer de un precipicio la decapitó) tras un intenso duelo en el planeta Terephon debido a que el Maestro Jedi la acusaba de haber provocado la muerte de su mujer Mara Jade Skywalker.